# عضلة صدرية كبيرة
العضلة الصدرية الكبيرة (باللاتينية: Musculus pectoralis major) هي عضلة هيكلية كبيرة تبدو واضحة تحت الجلد عند الذكور، ويغطيها الثديان عند الإناث.

## الوصف التشريحي
تنشأ من النصف الإنسي للحافة الأمامية للترقوة، ومن الوجه الأمامي لعظم القص ومن الوجه الأمامي للغضاريف الستة العلوية، و تغطي الأضلاع العلوية المرتكزة على عظم القص بشكل كامل، وتتقارب أليافها متجهة نحو الوحشي وترتكز على الثلم بين حديبتي العضدي وتتقاطع الألياف حيث ترتكز الألياف البعيدة المنشأ أعلى من النقاط التي تنشأ من عظم الترقوة، ولهذا ينشأ انحناء عضلي صغير يشكل أحد حواف الابط. تغطي العضلة الصدرية الكبيرة العضلة الصدرية الصغيرة (Musculus pectoralis major). تتألف العضلة الصدرية الكبيرة من ثلاثة أجزاء:
- الجزء الترقوي
- الجزء القصي الضلعي
- الجزء البطني

## عمل العضلة
تشد هذه العضلة الذراع باتجاه الجسم (Adduction) و تدوّر الذراع إلى الداخل الإنسي (medial)، وتسحبه إلى الأمام (Anteversion) كما أنها تُعدّ من العضلات التي تساعد على عملية التنفس.

## شذوذ في نشوء العضلة
- في بدايات نشوء هذه العضلة يمكن أن تكون مندمجة مع العضلة الظهرية العريضة أو مع العضلة الدالية وبعد ذلك تنفصل عنهما بطريقة غير واضحة تماما ومعقدة إلى حد ما، ونشوء العضلة بهذه الطريقة لا يعدّ نادرا بل انها تنشأ عند 7% من البشر بهده الطريقة.
- كما أن هذه العضلة قد لا تكون موجودة إطلاقا على طرف واحد فقط من الصدر، هذا الشذوذ يمكن أن يطرأ عند كل واحد من 20.000 طفل، وتكون نسبته بين الذكور أعلى ثلاث مرات منها بين الإناث أما سبب هذا الشذوذ فهو غير معروف حتى الآن ولكن يُعتقد أن الشذوذ في هذه الحالة هو ليس شذوذ أساسي، حيث تنمو على الأغلب كتلة صغيرة على اليد في نفس الجهة الناقص فيها هذه العضلة.